# Dominique Cravic
 (septembre 2013).
Si vous disposez d'ouvrages ou d'articles de référence ou si vous connaissez des sites web de qualité traitant du thème abordé ici, merci de compléter l'article en donnant les références utiles à sa vérifiabilité et en les liant à la section « Notes et références ».
Dominique Cravic est un musicien français né le 5 juin 1946 à Dreux. A fait ses études secondaires au Lycée Rotrou de Dreux. Ancien membre des éclaireurs de France du cercle Laïque de Dreux, il jouait déjà de la guitare à 14 ans avec son Frère François Cravic chef de troupe lui même pianiste peintre et enseignant. 

## Biographie
Guitariste, auteur, compositeur, arrangeur, interprète, Dominique Cravic a une maîtrise de musicologie (Université Paris-VIII) et a étudié la guitare classique. Il est le créateur et leader du groupe Les Primitifs du futur, un ensemble instrumental et vocal dont les influences métissées vont des années 1930 au musette et du blues à la biguine. Leur plus récent album, Tribal Musette, est sorti chez Universal/Jazz en avril 2008.
Guitariste d'Henri Salvador pour son album Jardin d'Hiver, il en a également été l'accompagnateur pour ses concerts de 2001 à 2003[réf. nécessaire].
Il est membre du Ukulélé Club de Paris avec Joseph Racaille, Tony Truant, Cyril LeFebvre, Brad Scott, Fay Lovsky et Pierre Sangra. Guitariste, il a accompagné en scène, ou lors de séances d'enregistrement, des artistes de la scène française tels qu'Olivia Ruiz, Georges Moustaki, Pierre Louki, Claire Elzière, Gérard Pierron, Pierre Barouh, Annie Papin...
Dans le domaine du jazz, il a joué et enregistré avec Lee Konitz, Tal Farlow, Steve Lacy, Larry Corryel et Michel Grallier[réf. nécessaire].
Il collabore également à la collection Patrimoine des Productions Frémeaux en qualité de directeur artistique pour les musiques des Antilles, yiddishes, tziganes, d'accordéon, du Brésil et de Madagascar, et dirige la collection Les As du Musette pour le label Paris Jazz Corner.
Il compose en compagnie de Fay Lovsky et Silvano Michelino des mélodies inspirés de la musique antillaise que l'on retrouve sur l'album Marines CEZ 4057/58 ou du blues contemporain dans American Roadbook CEZ 4053/54.